# フジテレビのアナウンサー一覧
フジテレビのアナウンサー一覧（フジテレビのアナウンサーいちらん）は、フジテレビジョン コーポレート本部 アナウンス局に所属するアナウンサーを一覧にしたものである。

## アナウンス局の管理職
- 管理職専任（アナウンサーではない）
  - 山本剛志（局長）※2024年7月着任。
  - 小津美和（マネジメント・プロデュース部長）※2025年7月着任。

- 男性
  - 軽部真一（役員待遇エグゼクティブアナウンサー[2]）
  - 三宅正治（役員待遇エグゼクティブアナウンサー[2]）
  - 青嶋達也（局次長職スポーツ担当）
  - 奥寺健（局次長職報道担当）
  - 佐野瑞樹（局次長職ゼネラルアナウンサーバラエティ担当）
  - 伊藤利尋（局次長職ゼネラルアナウンサー情報担当）
  - 森昭一郎（局次長職スポーツ担当）
  - 竹下陽平（局次長職スポーツ担当）
  - 渡辺和洋（部長）
  - 倉田大誠（副部長）
  - 田淵裕章（副部長）
  - 中村光宏（副部長）
  - 榎並大二郎（副部長）
  - 立本信吾（主任）
  - 福井慶仁（主任）
  - 谷岡慎一（主任）

- 女性
  - 西山喜久恵（局次長職ゼネラルアナウンサー）
  - 川野良子（局次長職デスク担当）
  - 佐々木恭子（局次長）
  - 島田彩夏（部長職）
  - 梅津弥英子（部長職）
  - 斉藤舞子（主任）
  - 遠藤玲子（主任）
  - 生野陽子（主任）
  - 山﨑夕貴（主任）

## 現職アナウンサー
旧ニッポン放送時代からの通算、フジテレビへの入社年順に表記。〇はニッポン放送への入社を経て、2006年4月1日にフジテレビへと自動的に転籍したアナウンサー。

### 男性
- 1985年 - 軽部真一、三宅正治
- 1988年 - 青嶋達也
- 1993年 - 奥寺健（CSR・SDGs推進室CSR推進部兼務）
- 1994年 - 佐野瑞樹
- 1995年 - 伊藤利尋、森昭一郎
- 1996年 - 竹下陽平
- 2001年 - 渡辺和洋
- 2004年 - 倉田大誠
- 2005年 - 田淵裕章
- 2007年 - 中村光宏
- 2008年 - 榎並大二郎
- 2009年 - 立本信吾、福井慶仁（報道局政治部記者兼務）
- 2010年 - 谷岡慎一
- 2011年 - 生田竜聖
- 2012年 - 酒主義久
- 2013年 - 木村拓也
- 2014年 - 大村晟
- 2016年 - 上中勇樹、藤井弘輝
- 2017年 - 安宅晃樹、黒瀬翔生
- 2018年 - 今湊敬樹、大川立樹
- 2019年 - 堀池亮介
- 2020年 - 德田聡一朗
- 2022年 - 勝野健[3]
- 2023年 - 東中健[4]
- 2024年 - 上垣皓太朗、梶谷直史
- 2025年 - 室岡大晴

### 女性
- 1992年 - 西山喜久恵
- 1994年 - 川野良子〇
- 1996年 - 佐々木恭子
- 1998年 - 島田彩夏（報道局解説委員兼務）
- 2000年 - 梅津弥英子
- 2004年 - 斉藤舞子
- 2005年 - 遠藤玲子（ビジネスセンターグローバル事業部兼務）
- 2007年 - 生野陽子
- 2009年 - 松村未央、山中章子
- 2010年 - 山﨑夕貴
- 2011年 - 竹内友佳
- 2012年 - 宮澤智
- 2013年 - 内田嶺衣奈（育休中）、三上真奈
- 2015年 - 小澤陽子、新美有加（ビジネス推進局兼務）、宮司愛海
- 2016年 - 鈴木唯、堤礼実
- 2017年 - 海老原優香
- 2018年 - 井上清華、杉原千尋
- 2019年 - 藤本万梨乃
- 2020年 - 佐久間みなみ[5]
- 2021年 - 小山内鈴奈[6]、小室瑛莉子[6]、竹俣紅[6]
- 2022年 - 松﨑涼佳
- 2023年 - 原田葵[4]
- 2024年 - 高崎春、宮本真綾
- 2025年 - 浅倉美恩、石渡花菜、吉岡恵麻

## 元アナウンサー
旧ニッポン放送時代からの通算、入社年順に表記。部署・役職等は現在判明している最終の類。

### 他部署へ異動
丸かっこ内の数字は編成制作局アナウンス室在籍期間。

#### 男性
- 1984年
  - 川端健嗣（ - 2013年、広報局エグゼクティブアドバイザー）
- 1989年
  - 智田裕一（ - 2005年、ニュース総局報道局経済部長兼解説委員）
- 1991年
  - 小泉陽一（ - 1995年、ニュース総局報道局解説委員）
- 1998年
  - 福永一茂（ - 2017年、営業局でローカル営業部の副部長を務めた後に、2022年7月1日付でアナウンサーとして岩手めんこいテレビへ出向[7]）
- 2001年
  - 川原浩揮（旧姓岡田）（ - 2005年、ニュース総局報道局報道センター）
  - 森下知哉（ - 2009年、ニュース総局報道局取材センター社会部司法クラブ記者）
- 2006年
  - 小穴浩司（ - 2011年、2014年 - 2021年、広報局、2011年から2014年までは報道局）
- 2021年 
  - 山本賢太（ - 2025年、コーポレート本部経営企画局企画連携推進部）

#### 女性
- 1986年
  - 阿部知代（ - 2015年、ニュース総局報道局報道センターマルチデバイスニュース制作部）
- 1987年
  - 青木美枝（ - 1996年、経理局財務部謝金担当）
- 1989年
  - 木幡美子（ - 2011年、総務局次長兼CSR・SDGs推進室部長、平成最初の入社）
- 1996年
  - 藤村さおり（ - 2021年、ニュース総局報道局FNNプロデュース部部長）
- 1997年
  - 春日由実（ - 2017年、広報局企業広報部副部長）
- 1999年
  - 山本麻祐子（ - 2012年、広報局広報室広報部）
- 2001年
  - 冨田憲子（ - 2012年、ニュース総局報道局）
  - 森本さやか（ - 2021年、人事局、21世紀最初の入社）
- 2003年
  - 戸部洋子（ - 2024年、ネットワーク局ネットワーク業務推進部兼ネットワーク部）
- 2006年
  - 秋元優里（ - 2019年、編成制作局コンテンツ事業センターコンテンツ事業部国際ビジネス担当）
- 2010年
  - 細貝沙羅（ - 2016年、人事局人事部）

### 退職者・物故者
丸かっこ内の数字はフジテレビ在籍期間。特記事項の無い人物は主にフリーアナウンサーやニュースキャスター・司会者・タレントとして活動している。※はアナウンス室長経験者。●は故人で、アナウンサーとしての在職中に急逝した人物を含む。

#### 男性
- 1957年
  - 青柳森●（11月フジテレビ開局準備委員、開局後同局アナウンサー兼務、文化放送アナウンサー第2期生、2019年に死去）
- 1958年
  - 小篠菊雄※●（2020年に死去）
  - 高橋博※●（元NHK、ニッポン放送、- 1968年?、フジテレビ初代アナウンス室長、1982年に死去）
  - 鶴岡巍（ - 1964年、東京12チャンネル（現テレビ東京）へ移籍）
- 1959年
  - 今井彬※●（元ニッポン放送、 2006年に死去）
- 1961年 
  - 角谷優（ - 2003年、後に映画部長、FCI社長を経て、現在も映画関連に関わる）
  - 辻川一徳（後にBBC日本語放送に出向後、ロンドン・ベルリンの支局長などを務め2001年に退社）
  - 塚田幸久
- 1962年
  - 鳥居滋夫●（元文化放送、2007年2月に死去）
  - 山田祐嗣※●（元ニッポン放送、- 1989年、2020年11月に死去[8]）
- 1963年
  - 岩佐徹（ - 1998年、他部署を経てWOWOWへ出向。フジテレビ定年退職後もWOWOW専属契約のアナウンサーとして活躍し、2005年9月に同局との契約を終了）
  - 露木茂（ - 2002年、フリーアナウンサー・東京国際大学特命教授・客員教授）
  - 能村庸一●（ - 2011年[9]、鬼平犯科帳、剣客商売などの時代劇をプロデュース。2017年5月に死去[10]）
- 1964年
  - 境政郎（ - 1980年、編成局などを経て現・エフシージー総合研究所社長）
  - 棚橋紀久雄[11]●
  - 永島信道※（ - 2002年、フリーアナウンサー・フジテレビアナトレ特別講師）
  - 浪久圭司（ - 2009年、後に常務、BSフジ代表取締役社長、BSフジ代表取締役会長（2009年まで）を歴任後、朗読者）
  - 盛山毅（ - 1987年、1987年に広報部長へ異動。後に共同テレビジョンへ移籍。同社顧問）
- 1965年
  - 小林大輔（ - 1989年、フリーアナウンサー・司会者・朗読者）
- 1966年
  - 大林宏（ - 2002年、上武大学客員教授）
  - 野間脩平※（ - 2003年、フリーアナウンサー・フジテレビアナトレ特別講師。妻は竹下典子）
  - 岡正●（後に『うる星やつら』や『イタダキマン』などのプロデューサーを歴任、2019年10月に死去）
- 1968年
  - 逸見政孝●（ - 1988年、フリーアナウンサー・タレント、1993年12月に死去）
  - 松倉悦郎（ - 2002年、浄土真宗本願寺派僧侶）
  - 山川建夫（ - 1985年、フリーアナウンサー・フジテレビアナトレ特別講師）
- 1971年
  - 大川和彦（ - 2007年、フジサンケイ人材センター開発部長（役員待遇））
  - 須田哲夫（ - 2019年、解説委員兼務の嘱託）
- 1973年
  - 増田明男（ - 2010年、後にFNNソウル支局長→報道局解説委員）
- 1975年 
  - 堺正幸※（ - 2012年、フリーアナウンサー、2009年以降CSR推進室専任局長などを歴任）
- 1976年
  - 陣内誠※（ - 2010年、元スタジオアルタ代表取締役専務）
  - 福井謙二※（ - 2013年、フリーアナウンサー）
- 1977年
  - 栗村智●（ - 2006年、同年4月にニッポン放送から転籍するも、7月に再転籍、2025年8月に死去）
  - 塚越孝●（ - 2012年、2011年にアナウンス部を離れ、他部署在籍中の2012年6月にフジテレビ社内で自殺）
- 1979年
  - 小野浩慈（ - 2015年、フリーアナウンサー）
  - 近藤雄介（ - 2015年、フリーアナウンサー）
  - 野崎昌一（ - 2012年、ネクステップ執行役員を経てフリーアナウンサー）
- 1981年
  - 山中秀樹（ - 2006年、フリーアナウンサー）
- 1982年
  - 向坂樹興（ - 2020年、フリーアナウンサー）
- 1983年
  - 桜庭亮平（ - 2017年）
  - 牧原俊幸※（ - 2018年、フリーアナウンサー）
- 1984年
  - 吉沢孝明（ - 2017年、フリーアナウンサー）
- 1986年
  - 田中亮介（元NHK、- 2014年、後に他部署）
  - 横井克裕（ - 2022年、1996年に他部署へ異動）
- 1987年
  - 笠井信輔（ - 2019年、フリーアナウンサー）
  - 塩原恒夫（ - 2022年、2017年に他部署へ異動）
- 1989年
  - 境鶴丸（ - 2022年、2016年に他部署へ異動）
  - 野島卓（ - 2022年、フリーアナウンサー）
- 1990年 
  - 長坂哲夫（ - 2022年、フリーアナウンサー。2009年に他部署へ異動）
  - 吉田伸男（ - 2015年、東部重工業代表取締役社長を経て、フリーアナウンサー）
- 1992年
  - 福原直英（ - 2022年、フリーアナウンサー）
  - 松元真一郎（元福島放送→中京テレビ→ニッポン放送（旧）、- 2012年、フリーアナウンサー・ナレーター）
- 1997年
  - 桜井堅一朗●（ - 2021年、お台場本社最初の入社、2005年にアナウンス部を離れ、スポーツ局在籍中の2021年4月に死去[12]）
- 1998年 
  - 西岡孝洋（ - 2025年）
  - 八馬淳也（ - 2022年、2003年に他部署へ異動）
- 1999年
  - 長谷川豊（ - 2013年、フリーアナウンサー。2010年9月から2012年6月まではニューヨーク支局勤務、その後人事局付→著作権部を経て退社）
- 2002年
  - 渡邉卓哉（ - 2016年、フジサンケイ・コミュニケーションズ・インターナショナル出向を経て退社）
- 2003年
  - 鈴木芳彦（ - 2022年、フリーアナウンサー）
  - 田中大貴（ - 2018年、フリーアナウンサー）
- 2010年
  - 木下康太郎（ - 2024年、ニュース総局報道局社会部記者兼務[2]・留学休職を経て退社）
- 2015年
  - 内野泰輔（ - 2023年、2022年に他部署へ異動[13]、不動産会社へ転籍）
- 大島秀麿※（元NHK[注 1]。後に福島中央テレビ東京支社次長（1971年1月 – 1972年1月）や秋田テレビ取締役東京支社長を歴任した[14]）
- 奥田明利※（元NHK[注 2]）
- 沢田純三※
- 長谷川恵一
- 本田義夫※
- 倉田充男（元NHK）

#### 女性
- 1959年
  - 河原幾子[15]●（ - 1969年、ニッポン放送より移籍、1976年度日本女性放送者懇談会会長、岩佐徹の恩師[16]）
  - 坂井メイ子（ - 1961年）
  - 堀弥栄[15]（ - 1961年）
- 1961年 
  - 豊原ミツ子（ - 1963年、フリーアナウンサー・エッセイスト）
  - 中野安子（ - 1964年、フリーアナウンサー）
- 1962年
  - 松本みどり（娘はテレビ朝日アナウンサーの下平さやか[17]）
- 1965年
  - 小玉美意子 （ - 1971年、社会学者・武蔵大学社会学部教授）
  - 野崎洋子（菊地洋子）
  - 伊藤志津枝（ - 1966年、最大手女性誌ファッションモデル・夫は日本初のプロ和太鼓奏者の高山正行）
- 1966年
  - 宮崎総子●（ - 1971年、司会者・レポーター。2015年に死去）
  - 渡辺直子（ - 1971年、歌手・タレント。夫はTBS出身のジャーナリスト・元アナウンサーの料治直矢）
- 1968年
  - 小林節子（ - 1974年）
  - 竹下典子（ - 1971年、フリーアナウンサー・ナレーターなど。夫は野間脩平）
  - 山根佳代子[18]
- 1971年
  - 石毛恭子（ - 1976年、ピンポンパン2代目お姉さん）
  - 岩崎真純●（フリーアナウンサーとして1977年10月から『テレポートTBS6』のキャスターを6年半務めた。2009年に死去。夫は元TBSアナウンサーの小口勝彦）
  - 三上彩子（ - 1979年、フリーアナウンサー・フジテレビアナトレ特別講師）
- 1973年
  - 海野まり子（ - 1978年）
- 1975年
  - 酒井ゆきえ（ - 1979年、ピンポンパン3代目お姉さん）
  - 田丸美寿々（ - 1983年、2010年9月までTBS系『報道特集』メインキャスター。美里姓から旧姓に復した）
- 1976年
  - 長沢美雪
- 1977年
  - 桜井郁子（ - 2014年、夫はCMプランナーの川崎徹）
  - 城ヶ崎祐子（ - 1997年、他部署へ異動後フリーアナウンサー・ナレーター[15]・フジテレビアナトレ特別講師）
  - 益田由美（ - 2015年、フジテレビの女性アナウンサーとして初の定年退職者[15]）
- 1979年
  - 大野かおり（ - 1981年）
  - 斎藤裕子（ - 1984年）
  - 古賀万紀子（夫は元テレビ朝日アナウンサーの佐々木正洋[19]）
  - 皆川寿美
- 1980年
  - 土井尚子（旧姓：坂野尚子）[15]（ - 1987年、株式会社ノンストレス代表取締役社長）
  - 中村洋子（現：西村洋子）[15]（ - 1992年、国連難民高等弁務官事務所勤務の他、児童小説の執筆も行う）
  - 山村美智子[15]（ - 1985年、女優。夫は元プロデューサーの宅間秋史（2020年に死去））
- 1981年
  - 頼近美津子●（元NHKアナウンサー、 - 1984年、フリーアナウンサー・コンサート・プランナー。2009年に死去。夫は元フジテレビ副社長の鹿内春雄（1988年に死去））
  - 本間淳子（ - 2018年）
- 1982年 
  - 小出美奈（ - 1997年、- 証券アナリスト）
  - 石野紀代子
- 1983年
  - 中村奈緒美（現：牛尾奈緒美）（ - 1989年、明治大学情報コミュニケーション学部教授）
  - 松尾紀子（ - 2015年、フリーアナウンサー）
  - 筒井櫻子（ - 2012年、フリーアナウンサー。2006年に編成制作局編成部字幕放送担当へ異動）
- 1984年
  - 吉崎典子（ - 2021年、2012年に他部署に異動、定年退職後フリーアナウンサー）
  - 寺田理恵子[15]（ - 1989年）
  - 三竹映子（ - 1993年、スピリチュアル・ヒーリングカウンセラー[20]）
- 1985年 
  - 永麻理（ - 1993年、父は放送作家・作詞家・タレントの永六輔。姉は映画エッセイストの永千絵。長男は俳優の育之介[15][21]）
  - 小田多恵子（ - 2020年）
  - 長野智子（ - 1990年、2020年までテレビ朝日系『サンデーステーション』メインキャスター）
  - 松田朋恵[15]（ - 1987年）
- 1986年
  - 岩瀬惠子（ - 1997年）
- 1987年
  - 中井美穂（ - 1995年、夫は元プロ野球選手で野球解説者・スポーツキャスターの古田敦也）
- 1988年
  - 有賀さつき[15]●（ - 1992年、2018年に死去[22]）
  - 河野景子（元：花田景子）（ - 1994年、タレント・元大相撲貴乃花部屋女将）
  - 八木亜希子（ - 2000年、フリーアナウンサー、女優）
- 1989年
  - 佐藤里佳※（ - 2022年、2021年に他部署に異動）
  - 田代尚子（ - 2022年、2014年に他部署に異動）
- 1990年
  - 大坪千夏（ - 2005年）
  - 松井みどり（ - 2006年）
- 1991年
  - 近藤サト（ - 1998年）
  - 田代優美（ - 2018年、フリーアナウンサー）
  - 中村江里子（ - 1999年、フランス・パリ在住）
- 1992年
  - 小島奈津子（ - 2002年）
- 1993年
  - 濱田典子（ - 1997年、夫は福原直英）
  - 平松あゆみ（ - 1997年）
- 1994年
  - 木佐彩子（ - 2003年、夫は元プロ野球選手（投手）の石井一久）
  - 武田祐子（ - 2017年、フリーアナウンサー）
  - 富永美樹（ - 1998年、夫はロックバンド『シャ乱Q』のまこと）
- 1995年 
  - 菊間千乃（ - 2007年、弁護士）
  - 高木広子（旧姓杉浦）（ - 2011年）
- 1997年
  - 宇田麻衣子（ - 2001年、お台場本社最初の入社、証券アナリスト）
  - 深澤里奈（ - 2004年、フリーアナウンサー・ラジオパーソナリティー・茶道家）
- 1998年
  - 荒瀬詩織（ - 2001年、夫は元プロ野球選手の石井琢朗（活動休止中））
- 1999年
  - 内田恭子（ - 2006年、フリーアナウンサー）
  - 大橋マキ（ - 2001年、アロマセラピスト）
- 2000年
  - 千野志麻（ - 2005年）
  - 政井マヤ（ - 2007年、夫は俳優の前川泰之）
- 2001年
  - 高島彩（ - 2010年、父は俳優の竜崎勝。兄は元俳優の高島郷。夫はフォークデュオ『ゆず』の北川悠仁）
  - 福元英恵（ - 2006年、夫は元プロ野球選手の福盛和男）
- 2002年
  - 中野美奈子[15]（ - 2012年、フリーアナウンサー、香川県丸亀市在住）
  - 中村仁美（ - 2017年、フリーアナウンサー、夫はお笑いコンビ『さまぁ〜ず』の大竹一樹）
- 2003年
  - 長野翼（ - 2011年、夫は元プロ野球選手の内川聖一（活動休止中））
  - 石本沙織（ - 2023年、フリーアナウンサー）
- 2004年
  - 高橋真麻（ - 2013年、父は俳優の高橋英樹）
- 2005年
  - 平井理央（ - 2012年、フリーアナウンサー）
  - 宮瀬茉祐子（ - 2011年、フリーアナウンサー）
- 2006年
  - 本田朋子[15]（ - 2013年、夫は男子プロバスケットボール選手の五十嵐圭）
  - 松尾翠（ - 2013年、夫は元騎手で調教師の福永祐一）
- 2007年 
  - 大島由香里（ - 2017年、フリーアナウンサー）
- 2008年
  - 加藤綾子（ - 2016年、フリーアナウンサー）
  - 椿原慶子（ - 2025年）
- 2011年 
  - 三田友梨佳（ - 2023年、フリーアナウンサー）
- 2012年
  - 久代萌美（ - 2022年、2021年に他部署に異動、退社後フリーアナウンサー）
- 2014年
  - 永島優美（ - 2025年、フリーアナウンサー）
- 2016年
  - 永尾亜子（ - 2022年[23]、2022年に他部署に異動、退社後OL兼フリーアナウンサー）
- 2017年
  - 久慈暁子（ - 2022年、フリーアナウンサー・マルチタレント。夫は男子プロバスケットボール選手の渡邊雄太）
- 2020年
  - 渡邊渚（ - 2024年、フリータレント）
- 2022年
  - 岸本理沙（ - 2025年）[3]
- 髙木美智子（フリーアナウンサー・イヤホンガイド歌舞伎解説員[24]）
- 松下加寿子
- 望月鏡子（朗読者[25]）
- 望月憲子
- 加賀富美子

## 関連人物
●は故人。
局契約
以下の4人はNHKより移籍
- 小川宏●（1965年 - 1987年、2016年に死去）
- 木村太郎（1988年 - 、記者）
- 大塚範一（1994年から数年間、専属解除後も継続出演）
- 宮川俊二（1994年 - 2003年）

系列局からの出向
- 桑原征平（1985年 - 1987年、関西テレビアナウンサー。実際は左記の期間に同局東京支社勤務で、『おはよう!ナイスデイ』に出演）

共同テレビジョン所属・フジテレビ専属契約
出向・局契約含む。相川を除き現在もフリーアナウンサーとして活動
- 関戸めぐみ（1993年 - 1996年）
- 相川梨絵（2000年 - 2006年）
- 安藤幸代（2000年 - 2008年）
- 滝川クリステル（2000年 - 2008年）

デジタルアナウンサー
- 杏梨ルネ（2012年 - 2013年）

## 備考
ニューヨーク支局にアナウンサーを1名交代で派遣（フジサンケイ・コミュニケーションズ・インターナショナルへ出向）していた。期間は2年〜4年等と様々である。業務は、日本に向けて最新情報を伝えたり、ケーブルテレビを通じて「FCIモーニングEYE」で在米日本人向けに日本語でニュースを伝えるのが主である。2015年に阿部知代が帰国したのを最後として派遣されたアナウンサーはいない。
フジサンケイグループの共同テレビジョンに1993年に入社した関戸めぐみと、2000年に入社した相川梨絵・安藤幸代・滝川クリステルの3人は、同社にアナウンサー専門職として採用された後、フジテレビアナウンス室へ出向し、「専属契約アナウンサー」という形でアナウンス業務に当たっていた。
2006年4月にニッポン放送が放送事業を承継する新・ニッポン放送を分割設立し、社名変更したニッポン放送ホールディングスが親会社のフジテレビジョンに吸収されたことに伴い、11人のアナウンサーがフジテレビへと自動的に転籍した。自動的に転籍直後はラジオ番組に引き続き出演していたが、同年9月末を以て担当番組から外れた。なお、小野浩慈のみはフジテレビからの出向という形で、2007年10月から2009年3月までニッポン放送のスポーツ中継で実況を担当していた。また、栗村智は転籍3ヶ月後の7月にニッポン放送へと再度自動的に転籍（事実上復帰）した。

## アナウンサー番組
- フジアナスタジオ まる生（フジテレビONE）
- 男おばさんシリーズ
  - 男おばさん
  - 男おばさんJr
  - 男おばさん 燃えろ!デジタル部
  - 男おばさん ワンツーネクスト
- 『○○パン』シリーズ
  - チノパン
  - アヤパン
  - ショーパン
  - カトパン
  - ミオパン
  - ヤマサキパン
  - ミタパンブー
  - ミカパン
  - ユミパン
  - クジパン
- 新春女子アナスペシャル
- O・D・A〜ODAIBA ANGEL〜
- アナ☆ログ
- アナ★バン!
- 天使の美容室〜髪が乾くまで…〜

ニッポン放送
- メダマ!?ラジオ
- 開局!フジテレビラジオ